# Иждагат
Иждага́т (каз. Ыждағат) — село у складі Теректинського району Західноказахстанської області Казахстану. Входить до складу Акжаїцького сільського округу.
У радянські часи село називалось Підсобне хозяйство Уралдомстрой, до 2020 року — Підхоз.
Населення — 121 особа (2021; 112 у 2009, 93 у 1999, 122 у 1989).